# M7 (автодорога, Ирландия)

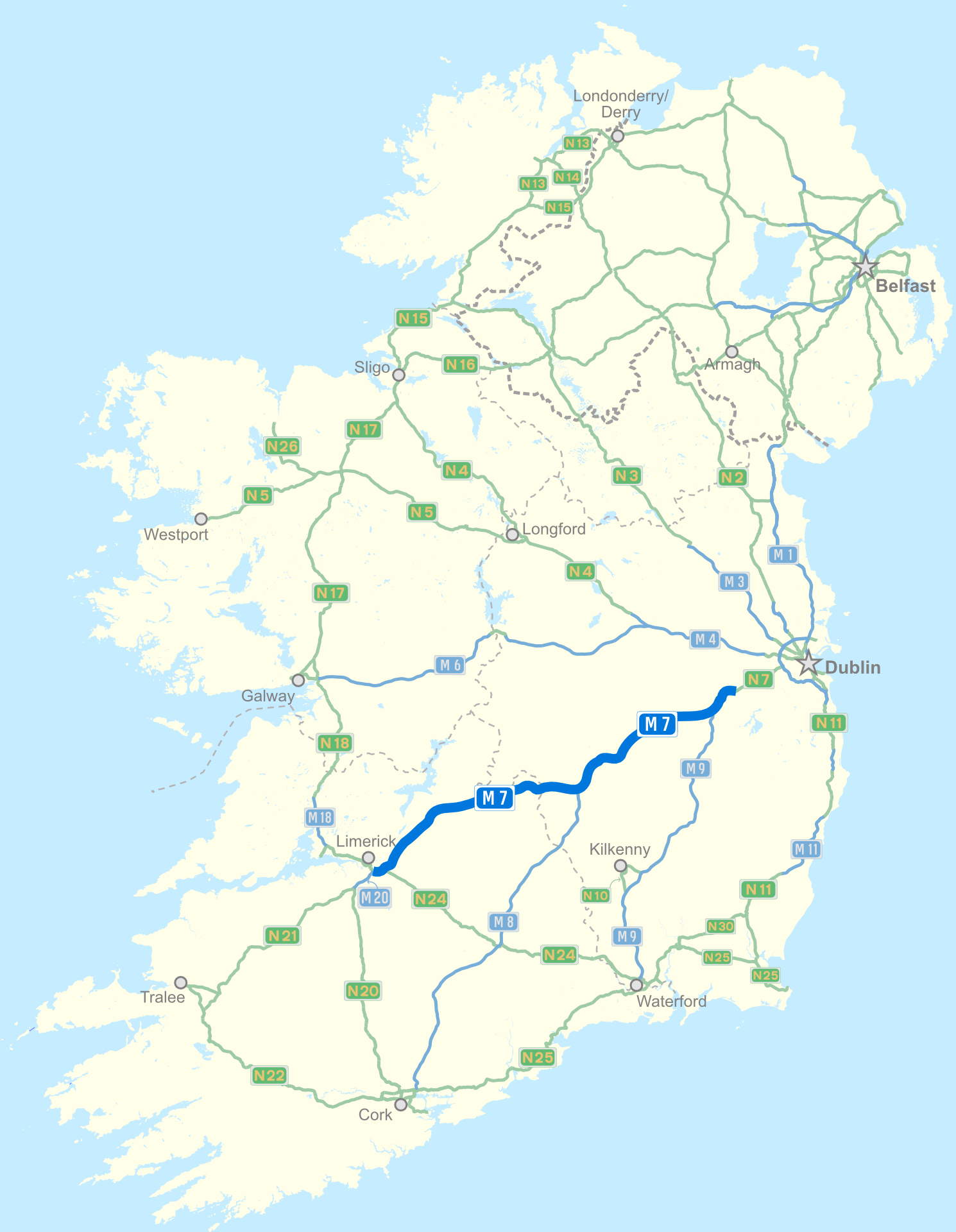
Маршрут дороги

M7 (ирл. Mótarbhealach M7) — ирландская автотрасса, ведущая из Нейса в Лимерик. Является частью европейского маршрута E20 и государственной первичной дороги N7.

## Придорожное искусство
Согласно схеме Percentage For Arts Scheme, 1 % тот бюджета строительства выделяется на придорожное искусство (с потолком в 63 000 евро). Местные власти выбирают тему и несут ответственность за ввод в эксплуатацию произведений, как правило, путём открытого конкурса. На M7 в рамках этой программы там, где N7 переходит в M7, расположена большая сфера с дорожной разметкой, «Вечное движение» (Perpetual Motion, 1995 год, автор — Рейчел Джойнт), в районе Килдэра — инсталляция в 0,4 км длиной «Гонка чёрной свиньи» (Race of The Black Pig, 2003, Дан Джордж), на объездной вокруг Монастеревина — «Автостопщик», инсталляция в виде колеса (The Hitchhiker, 2005; финансировалась графствами Килдер и Лиишь, в 2011 году была удалена неизвестными лицами), «Дун» около Порт-Лиише и «Архитекторы земли» с двух сторон от Нинаха (2001 год, Колин Грехан; фигуры мужчины и быка расположены так, что кажется, что бык пересекает трассу).